# Brzezie-Tartak
Brzezie-Tartak – miejscowość będąca niegdyś częścią wsi Rózinowo. Obecnie Rózinowo jest włocławskim osiedlem. Decyzją uchwały Rady Miasta Włocławek postanowiono wnioskować za pośrednictwem Wojewody Kujawsko-Pomorskiego do „ministra właściwego do spraw administracji publicznej” o przyporządkowanie miejscowości Brzezie-Tartak jako część miasta Włocławek. Obecnie w Krajowym Rejestrze Urzędowym Podziału Terytorialnego Kraju Brzezie-Tartak funkcjonuje już jako część miasta Włocławek.